# System (The Bear)
"System" es el primer episodio de la serie de comedia dramática televisiva estadounidense The Bear. El episodio fue escrito y dirigido por el creador de la serie, Christopher Storer. Se lanzó en Hulu el 23 de junio de 2022, junto con el resto de la temporada.
La serie sigue a Carmen "Carmy" Berzatto, un galardonado chef de cocina de la ciudad de Nueva York, que regresa a su ciudad natal de Chicago para administrar la tienda de sándwiches de carne italiana en quiebra de su difunto hermano Michael. El episodio presenta a los personajes, así como el conflicto interno de Carmy al intentar mantener la tienda a flote.
El estreno recibió críticas muy positivas por parte de los críticos, que elogiaron su reparto y los valores de producción. Ganó dos premios Emmy, incluido el de mejor guion para una serie de comedia.

## Trama
Después de tener un sueño en el que libera a un oso enjaulado en las calles, Carmen "Carmy" Berzatto acude a su trabajo en la tienda de sándwiches The Original Beef of Chicagoland, que perteneció a su hermano Michael hasta su reciente muerte. Habiendo regresado a su ciudad natal de Chicago, a Carmy le resulta difícil administrar el lugar, particularmente en lo que respecta a la recepción de envíos y pagos pendientes.
Carmy opera la tienda con el mejor amigo de Michael, el gerente Richard "Richie" Jerimovich; el panadero Marcus Brooks; los cocineros Tina Marrero y Ebraheim; y el personal de mantenimiento Neil Fak. Entrevista a un nuevo solicitante, la chef Sydney Adamu. Ella tiene experiencia, ya que se formó en el Culinary Institute of America, y admira los logros profesionales de Carmy, que incluyen el premio de la Fundación James Beard, y quiere el trabajo ya que The Beef es el restaurante favorito de su padre. Carmy la contrata, aunque no revela por qué trabaja en The Beef.
Mientras Carmy intenta controlar el entorno, el obstinado personal se resiste a los esfuerzos de Carmy por modernizar el restaurante. Mientras almuerza, Carmy sale a controlar a una multitud que se reunió para jugar un juego de arcade en la tienda. Cuando la escena se intensifica, Richie sale y dispara un arma al aire para controlar a la multitud. Después de regresar a la tienda, Richie le recuerda a Carmy que no tiene idea de cómo funciona la tienda y que debe cumplir con sus estándares. Mientras intenta abrir una lata de tomates para hacer espaguetis, Carmy comienza a sentirse incómodo y, en lugar de eso, la tira a la basura.

## Producción

### Desarrollo
En mayo de 2022, Hulu confirmó que el primer episodio de la temporada se titularía "System" y que sería escrito por el creador de la serie, Christopher Storer, lo que marca su primer crédito como escritor y director de la serie.

### Música
El episodio incluyó canciones como "Via Chicago" de Wilco y "Animal" de Pearl Jam. Storer explicó la decisión de que el episodio terminara con "Animal" durante los créditos: "Queríamos dejar claro que este es un programa ruidoso, y que o estás dentro o fuera. Creo que no es lo tuyo, o sí lo es. No creo que haya mucho término medio. Terminar el primer episodio con "Animal" añadió este signo de puntuación".

## Lanzamiento
El episodio, junto con el resto de la temporada, se estrenó el 23 de junio de 2022.

## Reseñas críticas
"System" recibió críticas muy positivas de los críticos. Marah Eakin de Vulture le dio al episodio una calificación de 4 estrellas sobre 5 y escribió: "El primer episodio, "System", trata simplemente de establecer la atmósfera y el drama de The Bear, y lo hace muy bien. Te quedas con más preguntas de las que tenías al principio, y quieres quedarte para descubrir las respuestas".
Mia Sidoti, de MovieWeb, nombró el episodio como el sexto mejor de la temporada, escribiendo: "El piloto de The Bear no tiene tiempo para presentaciones y te lanza directamente al caos mientras Carmy intenta convencer a su equipo y también ganar algo de dinero extra, ya que están en la ruina. Te encuentras luchando por recordar exactamente quién es quién en los primeros 20 minutos, arrugando la nariz ante lo descarado que es Richie y sintiéndote mal por Sydney mientras se mezcla en el lío que es The Beef".
En 2024, Josh Wigler, de The Hollywood Reporter, nombró el episodio como el 15.º mejor de la serie, escribiendo: «Si bien la serie mejora con el tiempo, todos los ingredientes esenciales para The Bear están ahí desde el principio. Es increíblemente satisfactorio volver a ver la serie desde el principio, sabiendo todo el crecimiento que se avecina». Variety lo nombró el séptimo mejor episodio de la serie, escribiendo: «Tanto The Beef como The Bear en sí son, como dice Richie más adelante en la temporada, "un ecosistema muy delicado", y "System" se prepara para eso a la perfección».

### Reconocimientos
Por este episodio, Christopher Storer ganó el premio al mejor guion de una serie de comedia en los 75.º premios Primetime Emmy.